# 高密度不活性金属爆薬
高密度不活性金属爆薬（こうみつどふかっせいきんぞくばくやく、Dense Inert Metal Explosive、DIME）とは、炭素繊維製の外殻にタングステン合金の粉末と爆薬を詰めた爆弾の一種である。爆弾の使用による付随被害を最小限にするために開発された。

## 粉末状の重金属
「高密度不活性金属」とは密度が高く高温に曝されても化学反応を起こさない金属であり、この爆弾ではタングステン合金（Heavy Metal Tungsten Alloy, HMTA）のことを指す。タングステン合金粉末の組成の例を示す。
- rWNiCo: タングステン (91-93%)、ニッケル (3-5%)、コバルト (2-4%)
- rWNiFe: タングステン (91-93%)、ニッケル (3-5%)、鉄 (2-4%) [2]

## 加害特性
物理的性質
DIMEが爆発すると、低密度炭素繊維（CC複合材）の外殻は粉砕され微細な繊維又は粉末状となり、燃焼しながら無害となる。同時に爆発の衝撃波と爆発の炎、タングステン合金の粉末が高速で周囲に広がる。タングステン合金の粉末は金属としては重い部類に属するが、粉末であるため飛散する時に受ける空気抵抗によって早期に運動エネルギーを失い、加害能力を失う。このため火薬による衝撃波と炎、タングステン合金の運動エネルギーによる殺傷範囲はほぼ同じような範囲に収まり、爆薬量などによって違いが出るが、DIMEを用いる小直径爆弾の改良型の致死半径は4mほどの空間に限定される。高密度な金属を選ぶことである程度の加害範囲を構成するよう考慮されているが、不活性な金属であるため、金属の燃焼などによって炸薬の効率を高めないようにされている。
付随被害の局限化
通常の爆弾が飛散させる外殻の破片や金属片とは異なり、DIMEでは周囲を巻き添えにする付随被害を小さくする。精密誘導と組み合わせることで、市街地で特定の施設のみを攻撃する際に使用され、半径4mという致死半径で、室内に潜む敵勢力だけを一掃するのに適したものとされる。
困難な治療
飛散物が粒子状の金属のため、人がこの加害範囲に居た場合には体組織が細かく破壊され、治療時にも患部を切除するしかなく、切除を免れた患部の金属粒子も除去が困難であるとされる。治療の困難さを「残虐」とする論調もあるが、通常爆弾による爆発で無数の金属片で人体を切り裂かれた被害者と比べ、どちらが残虐かを問うことに答えは出せないとする論調もある。残留する重金属粉末による環境汚染が問題視される場合もあるが、これは狩猟用鉛散弾のように重金属を使用するあらゆる弾体に共通するもので、DIME特有の事例ではない。

## 毒性の疑い
たとえ被害者が生存しても、タングステン合金の金属粒子が体内に残留すれば、重金属ゆえの毒性があるとする考えもある。タングステンによって癌が誘発されるのではないかという意見もある。また、ニッケルの方が発がん性が疑われるという意見もあるが、いずれも詳細は不明。